# 大阪市電27系統
大阪市電27系統は、かつて大阪市交通局が経営していた大阪市営電気鉄道（大阪市電）の運転系統（1959年（昭和34年）当時）。及び、その路線名。現在では大阪シティバス71号系統が同じルートで運行されている。

## 概要
- 所属車庫：今里車庫
- 色別：■

## 駅一覧
| 駅名           | 接続路線                                                                          | 道路名                      | 所在地 |
| -------------- | --------------------------------------------------------------------------------- | --------------------------- | ------ |
| 上本町六丁目   | 大阪市電：小橋西の町・上本町八丁目・上本町四丁目方面 近畿日本鉄道：大阪線・奈良線 | 千日前通 府道大阪枚岡奈良線 | 大阪市 |
| 谷町九丁目     |                                                                                   | 千日前通 府道大阪枚岡奈良線 | 大阪市 |
| 下寺町         |                                                                                   | 千日前通 府道大阪枚岡奈良線 | 大阪市 |
| 日本橋筋一丁目 | 大阪市電：日本橋筋二丁目・道頓堀方面                                              | 千日前通 府道大阪枚岡奈良線 | 大阪市 |
| 千日前         |                                                                                   | 千日前通 府道大阪枚岡奈良線 | 大阪市 |
| 戎橋           |                                                                                   | 千日前通 府道大阪枚岡奈良線 | 大阪市 |
| 湊町駅前       | 大阪市電：賑橋・北堀江通一丁目 日本国有鉄道：関西本線                             | 千日前通 大阪市道難波境川線 | 大阪市 |
| 幸町一丁目     |                                                                                   | 千日前通 大阪市道難波境川線 | 大阪市 |
| 桜川二丁目     | 大阪市電：赤手拭稲荷前・あみだ池方面                                              | 千日前通 大阪市道難波境川線 | 大阪市 |
| 幸町四丁目     |                                                                                   | 千日前通 大阪市道難波境川線 | 大阪市 |
| 大正橋         | 大阪市電：岩崎橋・松島町二丁目方面                                                | 大正通                      | 大阪市 |
| 三軒家         | 大阪市電：三泉市場通方面                                                          | 大正通                      | 大阪市 |
| 大正警察署前   |                                                                                   | 大正通                      | 大阪市 |
| 永楽橋筋       |                                                                                   | 大正通                      | 大阪市 |
| 千島町         |                                                                                   | 大正通                      | 大阪市 |
| 小林町         |                                                                                   | 大正通                      | 大阪市 |
| 大正中学校前   |                                                                                   | 大正通                      | 大阪市 |
| 南恩賀島町     |                                                                                   | 大正通                      | 大阪市 |
| 大運橋通       |                                                                                   | 大正通                      | 大阪市 |
| 昌運橋         |                                                                                   | 大正通                      | 大阪市 |
| 鶴町一丁目     |                                                                                   | 大正通                      | 大阪市 |
| 鶴町二丁目     |                                                                                   | 大正通                      | 大阪市 |
| 鶴町三丁目     |                                                                                   | 大正通                      | 大阪市 |
| 鶴町車庫前     |                                                                                   | 大正通                      | 大阪市 |